# Ophrestia pinnata
Ophrestia pinnata är en ärtväxtart som först beskrevs av Elmer Drew Merrill, och fick sitt nu gällande namn av Bernard Verdcourt. Ophrestia pinnata ingår i släktet Ophrestia och familjen ärtväxter. Inga underarter finns listade i Catalogue of Life.